# Mont d'Or (fromage)
Ne doit pas être confondu avec Vacherin fribourgeois.
Pour les articles homonymes, voir Mont d'Or et Vacherin.
Les appellations d'origines mont d'or et vacherin mont-d'or désignent deux fromages au lait de vache à pâte molle à croûte lavée élaborés dans une zone située au cœur du massif du Jura. Le fromage produit en France, dans une partie du département du Doubs, est appelé « mont d'or », ou plus rarement « vacherin du Haut-Doubs », tandis que celui produit en Suisse dans le canton de Vaud est appelé « vacherin mont-d'or » ou plus simplement « vacherin ». Bien que les deux fromages soient très similaires, il existe quelques différences, les plus importantes étant d'une part l'utilisation exclusive de lait cru en France et, depuis 2003, de lait thermisé en Suisse et d'autre part un affinage obligatoirement sur planche d’épicéa, de 17 à 25 jours en Suisse pour 12 jours en France.
Ces fromages, particulièrement coulants, ont la particularité d'être ceinturés par une sangle en écorce intérieure (liber) d'épicéa, à l'origine afin d'en faciliter le transport, et d'être livrés dans une boite en bois du même arbre.
Une autre spécificité est d'être élaborés exclusivement saisonnièrement entre août et mars, et donc disponibles à la vente entre septembre et mai,.
Ils tiennent leurs appellations du mont d'Or, sommet du massif du Jura situé en grande partie dans le département français du Doubs et en petite partie dans le canton de Vaud en Suisse.
Ces appellations sont préservées commercialement via les systèmes AOC français (depuis 1981) et AOP européen (depuis 1996) pour le fromage français et le système AOP suisse (depuis 2003) pour le fromage suisse.

## Histoire
Un document datant de 1280 mentionne un fromage entouré d’une sangle provenant de Savoie. Peu d’écrits permettent de connaître l’origine de ce vacherin. Il existe une lettre d’Eugène Droz adressée à Antoine Parmentier datant de 1799 dans laquelle il fait état du « fromage de boëtte ». À la fin du XVIIIe siècle, ce fromage était inscrit dans l’inventaire départemental des activités fromagères.
À l'origine, les vaches redescendaient dans les étables passer l'hiver et la production de lait devenant moindre, il n'était donc plus possible de fabriquer les grosses meules de Comté ou de Gruyère, particulièrement gourmandes en lait : on produisait alors le Mont d'Or, ou Vacherin, qui en demandait peu.
Quant au mot « vacherin », il provient du mot « vache », et apparaît dans les écrits francoprovençaux dès le XVe siècle.
C’est dès 1865 et la fondation de la Société de Laiterie des Charbonnières que ce le vacherin de Joux acquit sa réputation et son succès commercial hors de sa zone de production. Il fut primé aux expositions nationales suisses d’Yverdon en 1876, de Genève en 1880 et de Zurich en 1883.

## Photographies

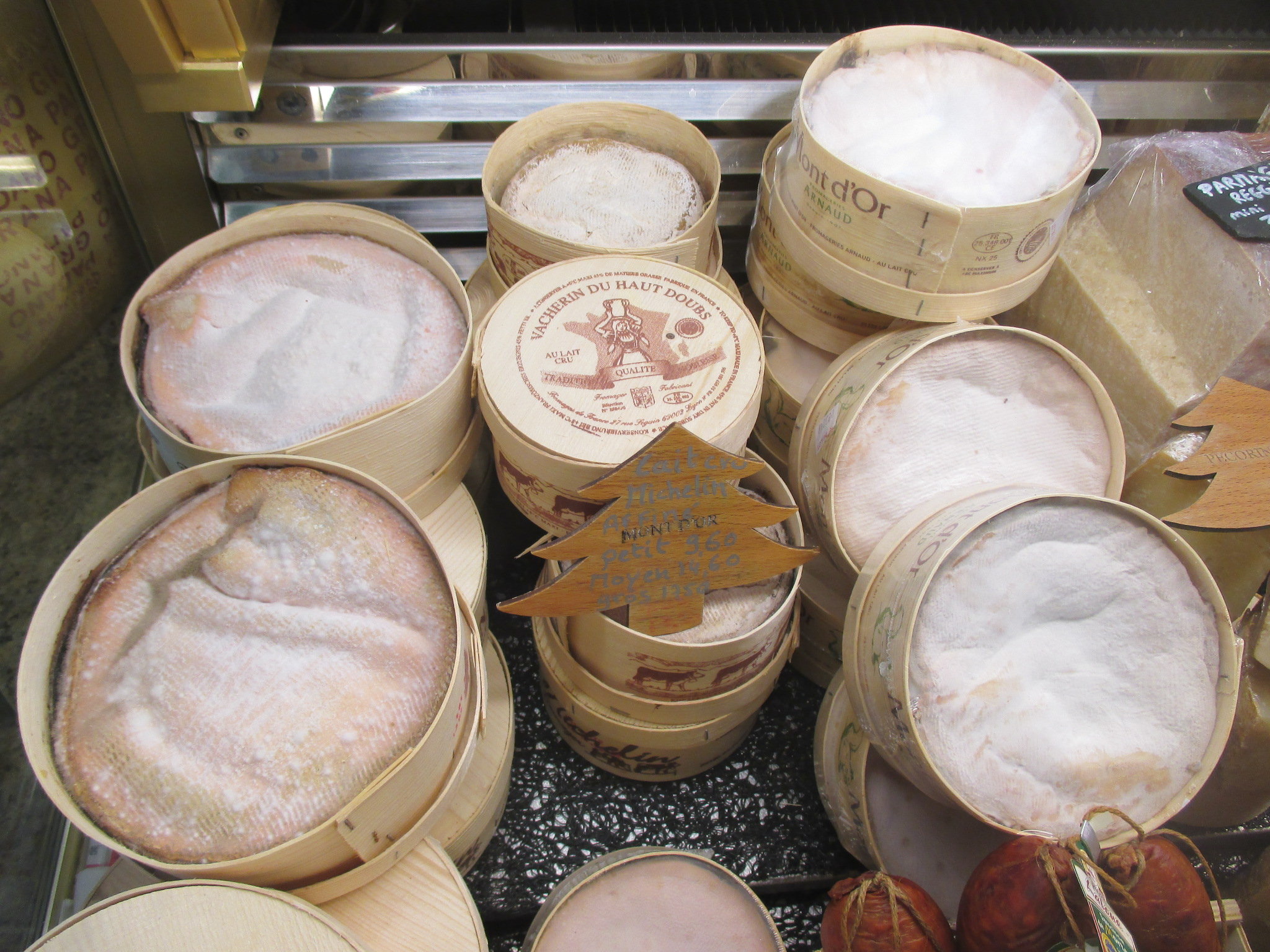
Étalage de mont d'Or, dans le commerce français
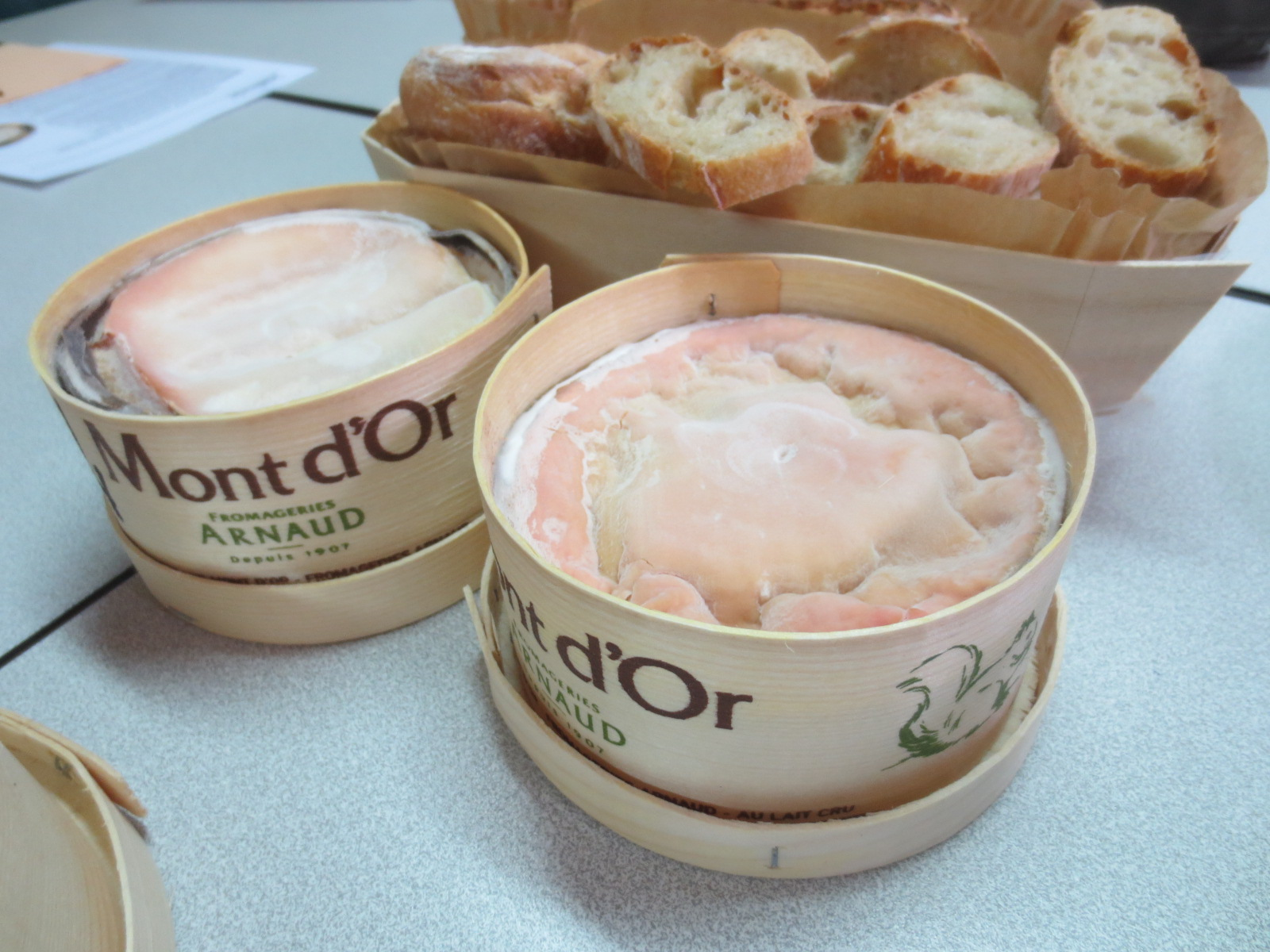
Un mont d'Or français
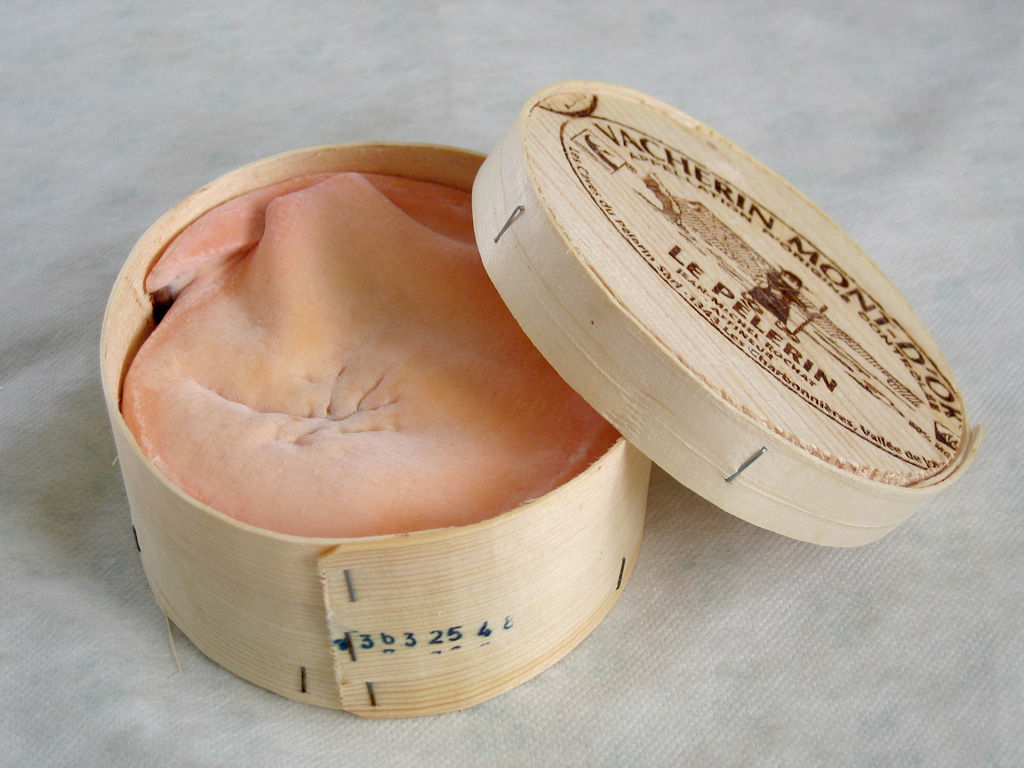
Un Vacherin Mont-d'Or suisse
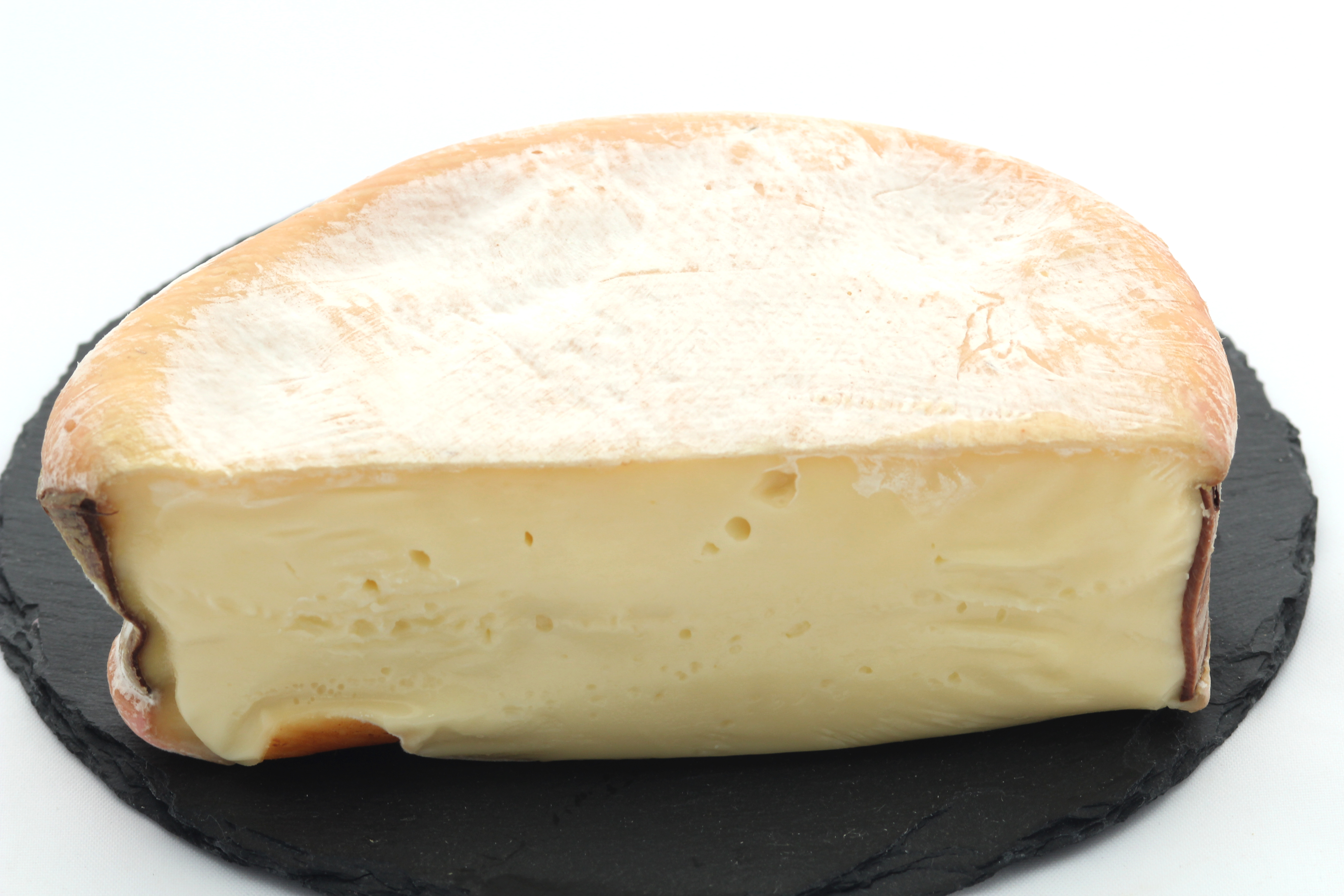
Un Vacherin Mont-d'Or suisse
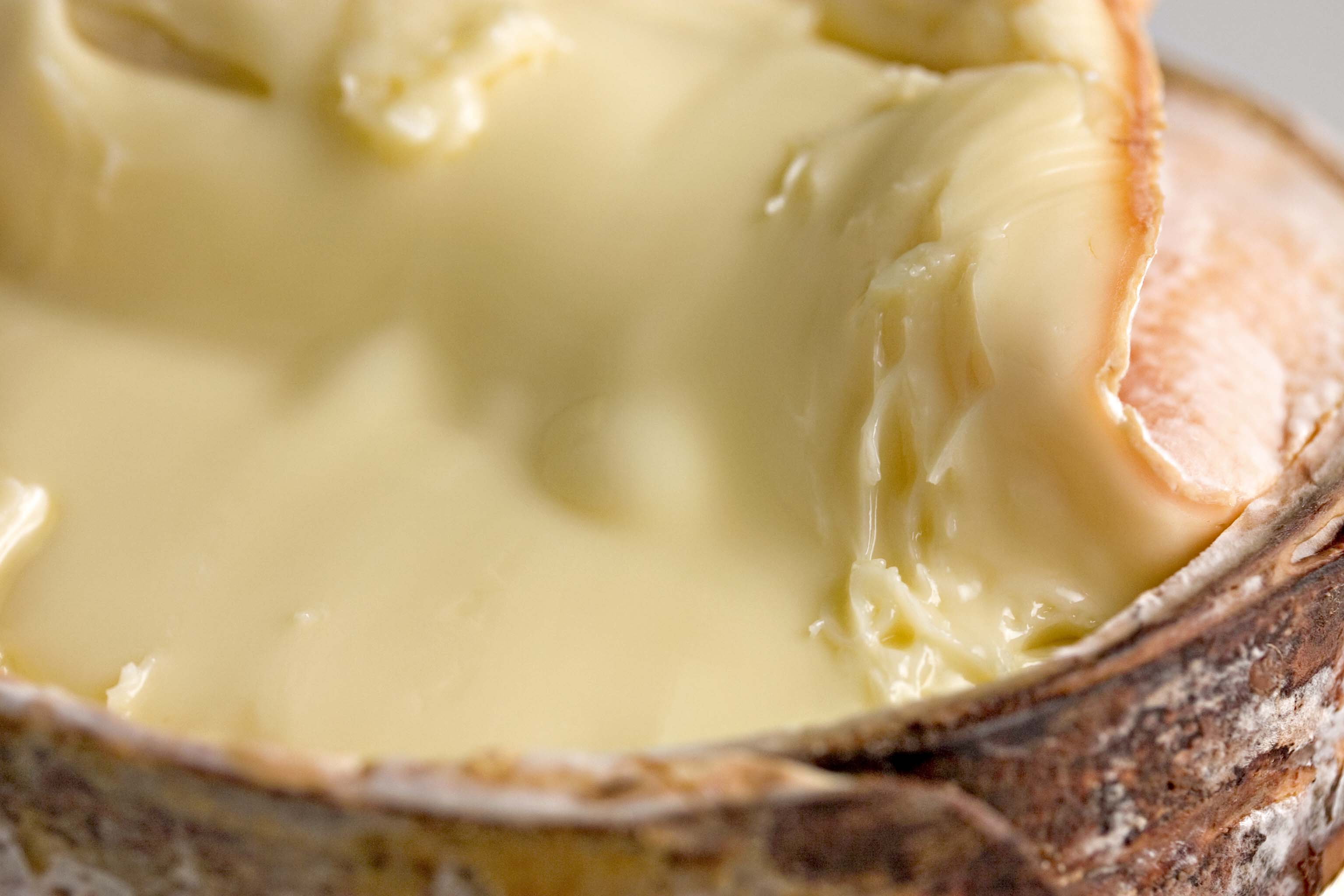
À l’intérieur d'un Vacherin Mont-d'Or suisse

### Crise de la listériose de 1987
En novembre 1987, en Suisse, les 60 transformateurs vaudois durent en arrêter la fabrication pour une année car le Vacherin Mont-d'Or au lait thermisé fut le vecteur de la listériose et la cause de 34 décès. Depuis cet épisode, les laiteries helvétiques font effectuer un contrôle bactériologique de chaque lot fraîchement fabriqué avant de le commercialiser.

## Terroir de production

### Mont d'Or ou vacherin du Haut-Doubs (France)
La zone de production actuelle s'étend sur 95 communes situées exclusivement dans le département du Doubs et à au moins 700 m d'altitude :

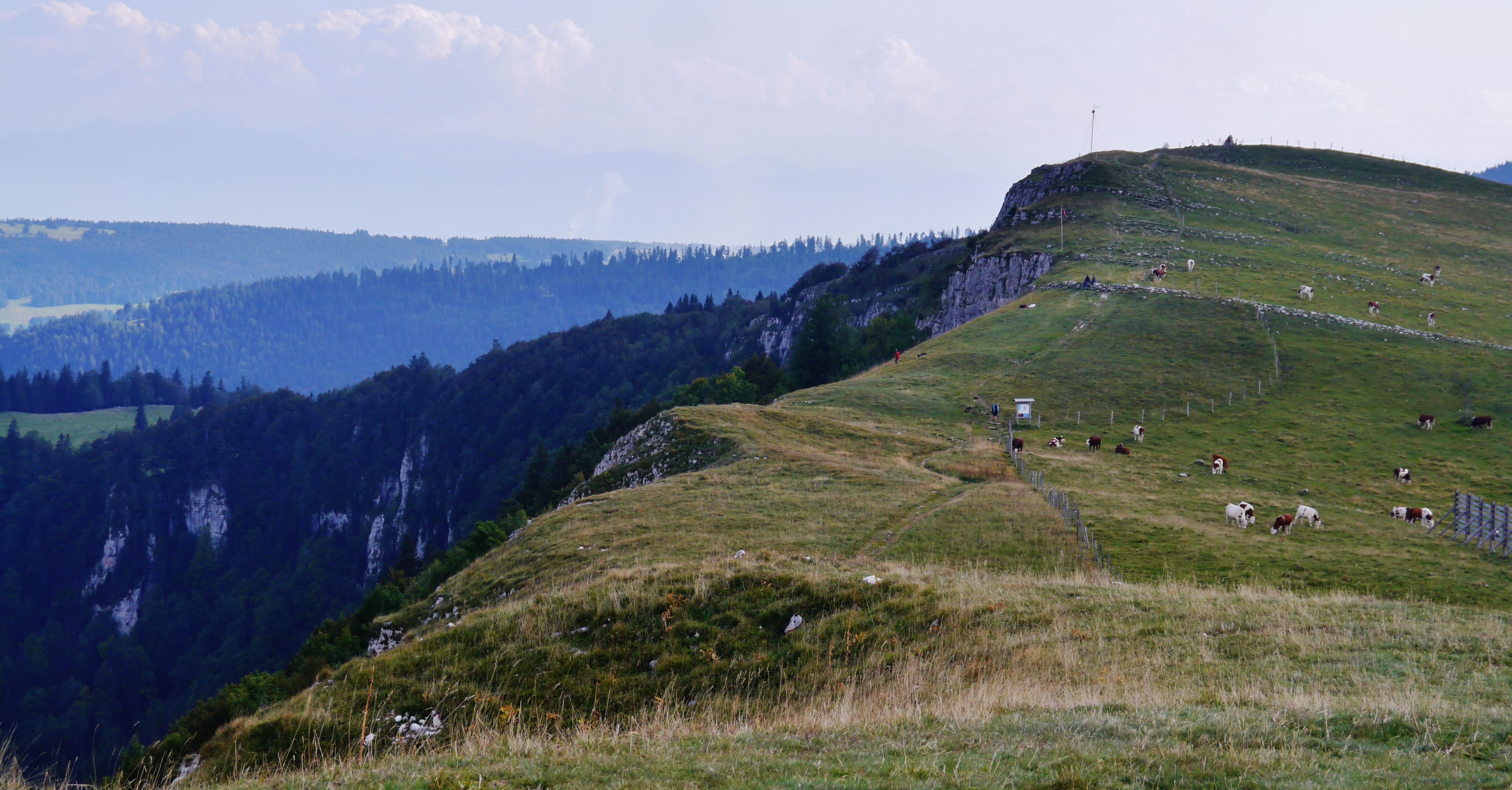
Vaches paissant au sommet du mont d'Or.

Les Alliés, Arc-sous-Cicon, Arçon, Bannans, Le Barboux, Le Bélieu, Bians-les-Usiers, Le Bizot, Bonnétage, Bonnevaux, La Bosse, Boujailles, Bouverans, Brey-et-Maison-du-Bois, Bugny, Bulle, Chaffois, Chapelle-d'Huin, Chapelle-des-Bois, Châtelblanc, La Chaux, Chaux-Neuve, La Chenalotte, La Cluse-et-Mijoux, Les Combes, Courvières, Le Crouzet, Dommartin, Dompierre-les-Tilleuls, Doubs, Évillers, Les Fins, Les Fontenelles, Fourcatier-et-Maison-Neuve, Les Fourgs, Fournet-Blancheroche, Frambouhans, Frasne, Gellin, Gilley, Goux-les-Usiers, Grand'Combe-Châteleu, Grand'Combe-des-Bois, Granges-Narboz, Les Grangettes, Les Gras, Hauterive-la-Fresse, Les Hôpitaux-Neufs, Les Hôpitaux-Vieux, Houtaud, Jougne, Labergement-Sainte-Marie, Levier, La Longeville, Longevilles-Mont-d'Or, Maisons-du-Bois-Lièvremont, Malbuisson, Malpas, Le Mémont, Métabief, Montbenoît, Montflovin, Montlebon, Montperreux, Morteau, Mouthe, Narbief, Noël-Cerneux, Oye-et-Pallet, Petite-Chaux, Plaimbois-du-Miroir, La Planée, Pontarlier, Les Pontets, Reculfoz, Remoray-Boujeons, La Rivière-Drugeon, Rochejean, Rondefontaine, Le Russey, Saint-Antoine, Saint-Gorgon-Main, Saint-Julien-lès-Russey, Saint-Point-Lac, Sainte-Colombe, Sarrageois, Septfontaines, Sombacour, Touillon-et-Loutelet, Vaux-et-Chantegrue, Verrières-de-Joux, Ville-du-Pont, Les Villedieu, Villers-le-Lac, Vuillecin
Le 5 novembre 2019, le syndicat interprofessionnel du mont d'Or a décidé de l'élargissement de la zone de production à 46 nouvelles communes du département du Doubs situées également à plus de 700 m d'altitude, ce changement nécessitant deux à trois années pour qu'il soit intégré au cahier des charges par l'Union européenne :
Arc-sous-Montenot, Aubonne, Avoudrey, Belfays, Les Bréseux, Burnevillers, Cernay-l'Église, Charmauvillers, Charquemont, Consolation-Maisonnettes, Courtefontaine, Damprichard, Les Écorces, Épenoy, Ferrières-le-Lac, Fessevillers, Flangebouche, Fournets-Luisans, Fuans, Gevresin, Goumois, Guyans-Vennes, Indevillers, Laval-le-Prieuré, Longemaison, Loray, Le Luhier, Maîche, Mancenans-Lizerne, Montandon, Mont-de-Laval, Mont-de-Vougney, Montbéliardot, Orchamps-Vennes, Ouhans, Passonfontaine, Plaimbois-Vennes, Les Plains-et-Grands-Essarts, Les Premiers Sapins, Renédale, Thiébouhans, Trévillers, Urtière, Vennes, Villeneuve-d'Amont, Villers-sous-Chalamont
Une consultation publique a eu lieu du 15 juillet au 15 septembre 2023 concernant l'agrandissement de l'aire géographique de l'AOP Mont d'Or.

### Vacherin Mont-d'Or (Suisse)
L’aire géographique du Vacherin Mont-d’Or comprend plusieurs communes du canton de Vaud dans les districts du Jura-Nord vaudois, de Morges et de Nyon (les alpages des communes de Bassins, Le Vaud, Arzier-Le Muids et Saint-Cergue) ; et les alpages franco-suisses le Châlet brûlé, la Gaique, la vieille Landeau, le Pré-Loin, la Petite-Landeau, Landeau neuve, les Mauves, les Lezinettes, la Brûlée et le Patzard.

## Fabrication
Il faut sept litres de lait pour fabriquer un kilogramme de fromage. Ce fromage à pâte molle est très coulant, surtout en fin d'affinage. C'est pourquoi on le ceinture traditionnellement d'une écorce liber d'épicéa.

### Affinage
En Suisse, l’affinage sur planche d’épicéa est obligatoirement de 17 à 25 jours.
En France, il peut se limiter à 12 jours toutefois l'affinage total est de minimum 21 jours,.

## Le cerclage

### Description

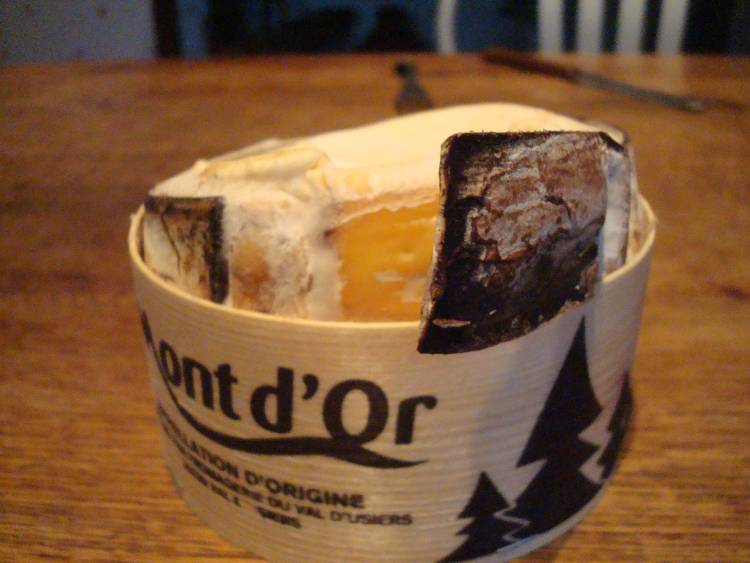
Sangle qui entoure le fromage mont d'Or.

- La sangle doit être une bande de 33 mm de largeur (même largeur que la cuillère) et dont la longueur varie en fonction de la taille et du poids du fromage :
  - 42 cm pour les boîtes de deux personnes ;
  - 55 cm pour 4 personnes ;
  - 85 cm pour 8 personnes ;
  - jusqu’à 1 mètre pour les gros fromages (2 kg) vendus à la coupe.

### Production

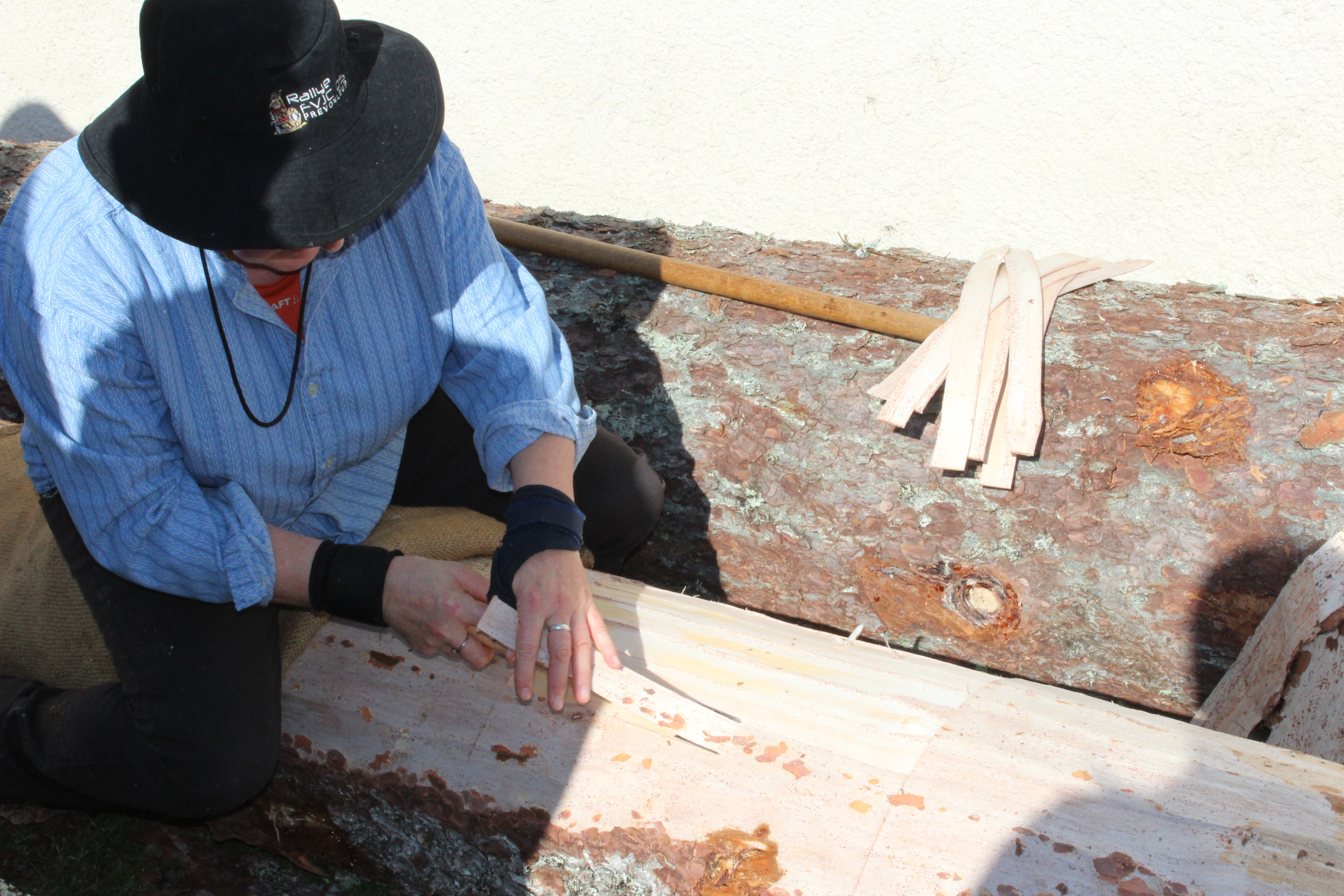
Sanglier (métier).

Sitôt les arbres abattus par les bûcherons, le sanglier entre en scène. La sangle en liber d'épicéa qui entoure le fromage donne son parfum au fromage. Contrairement à la Suisse, qui impose dans le cahier des charges du Vacherin Mont-d’Or une sangle en épicéa issue de l'aire géographique de production, la France n'impose aucune obligation sur l'aire géographique dont elles sont issues. Par conséquent, des fabricants de fromage importent à moindre prix des sangles d'épicéa des pays de l'Est de l'Europe depuis 1999.[citation nécessaire]

### Controverse sur l’origine des sangles
Agnès Ambert, une sanglière du Haut-Doubs, dénonce une tromperie du consommateur qui croit acheter un produit AOC du terroir, fabriqué avec des sangles de bois venues finalement d’ailleurs, souvent de Pologne. En 2016, la cour d’appel de Besançon a tranché : les sangles en épicéa qui entourent le fromage mont d’Or peuvent venir des pays d’Europe centrale. Elle donne ainsi tort à Agnès Ambert qui avait porté plainte pour pratique commerciale trompeuse. Son combat remonte à plusieurs années. Agnès Ambert fait partie des derniers sangliers du Haut-Doubs, ces hommes et rares femmes qui prélèvent sur les épicéas la sangle de bois. Son association, « Les sangliers du Haut-Doubs », refuse la mort du métier de sangliers, métier typique au Jura.

## Volumes de production et transformation
En France, 480 éleveurs de vaches vendent leur lait cru réfrigéré à 11 transformateurs dont 3 fabriques qui produisent 90 % du mont d'Or. Le volume fabriqué, en constante hausse, atteignait 4 300 tonnes en 2010. En Suisse, une quinzaine de fromageries produisent le Vacherin Mont-d'Or sur les hauts et au pied du Jura vaudois. Leur volume de fabrication était de 578 tonnes durant l'hiver 2012 - 2013.

## Consommation
Il se consomme ordinairement étalé sur du pain, mais il peut aussi se manger chaud sous les appellations de Mont d'Or chaud, boîte chaude ou fondue au Mont d'Or. On le mange également servi sur de petites pommes de terre en robe des champs. Chaud, il peut être consommé directement dans sa boîte, à la cuillère.
Le mont d'Or contient environ 8 mg de zinc pour 100 grammes, ce qui en fait une des meilleures sources de zinc parmi les fromages.

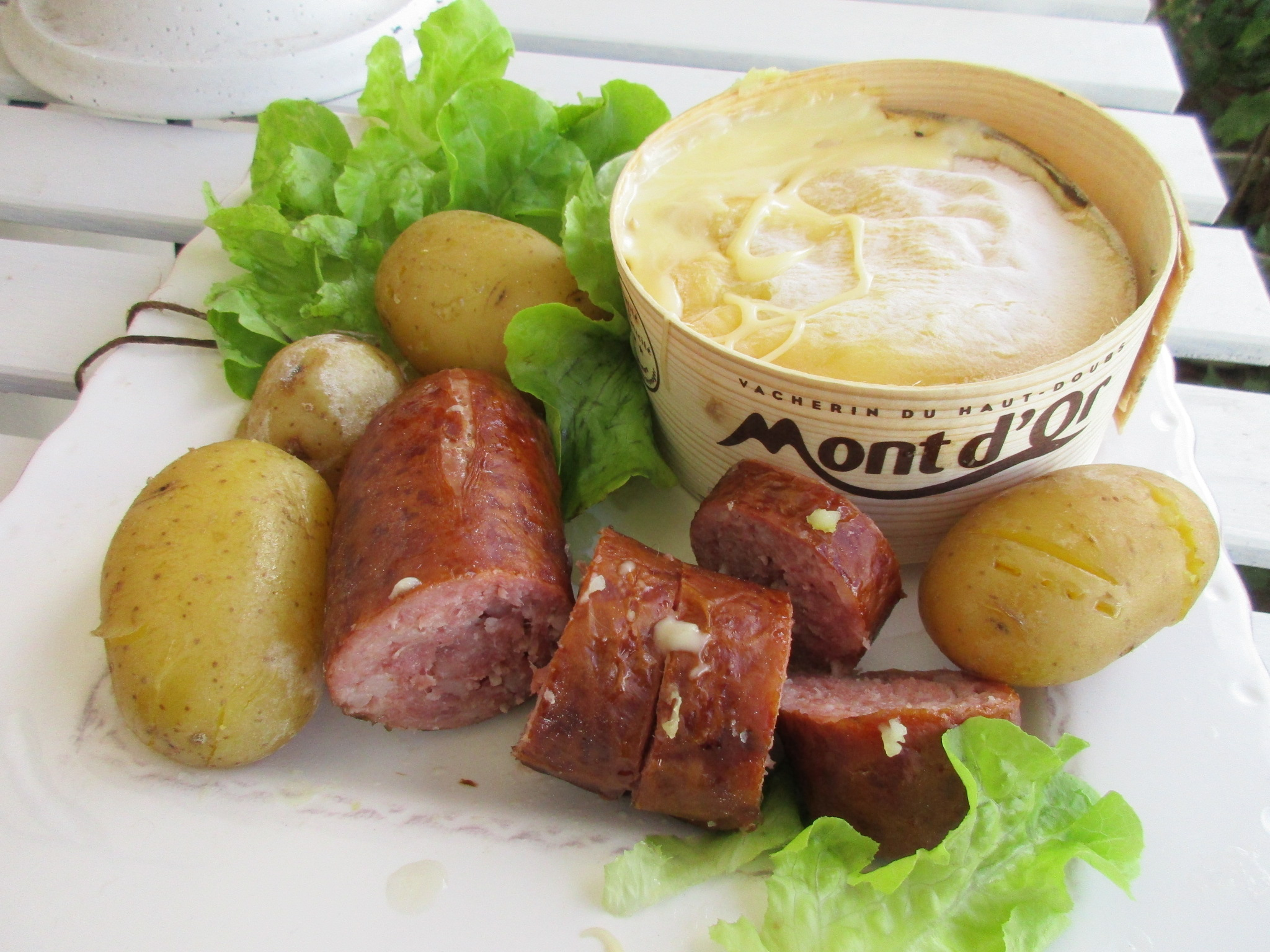
Mont d'Or chaud, et saucisse de Morteau
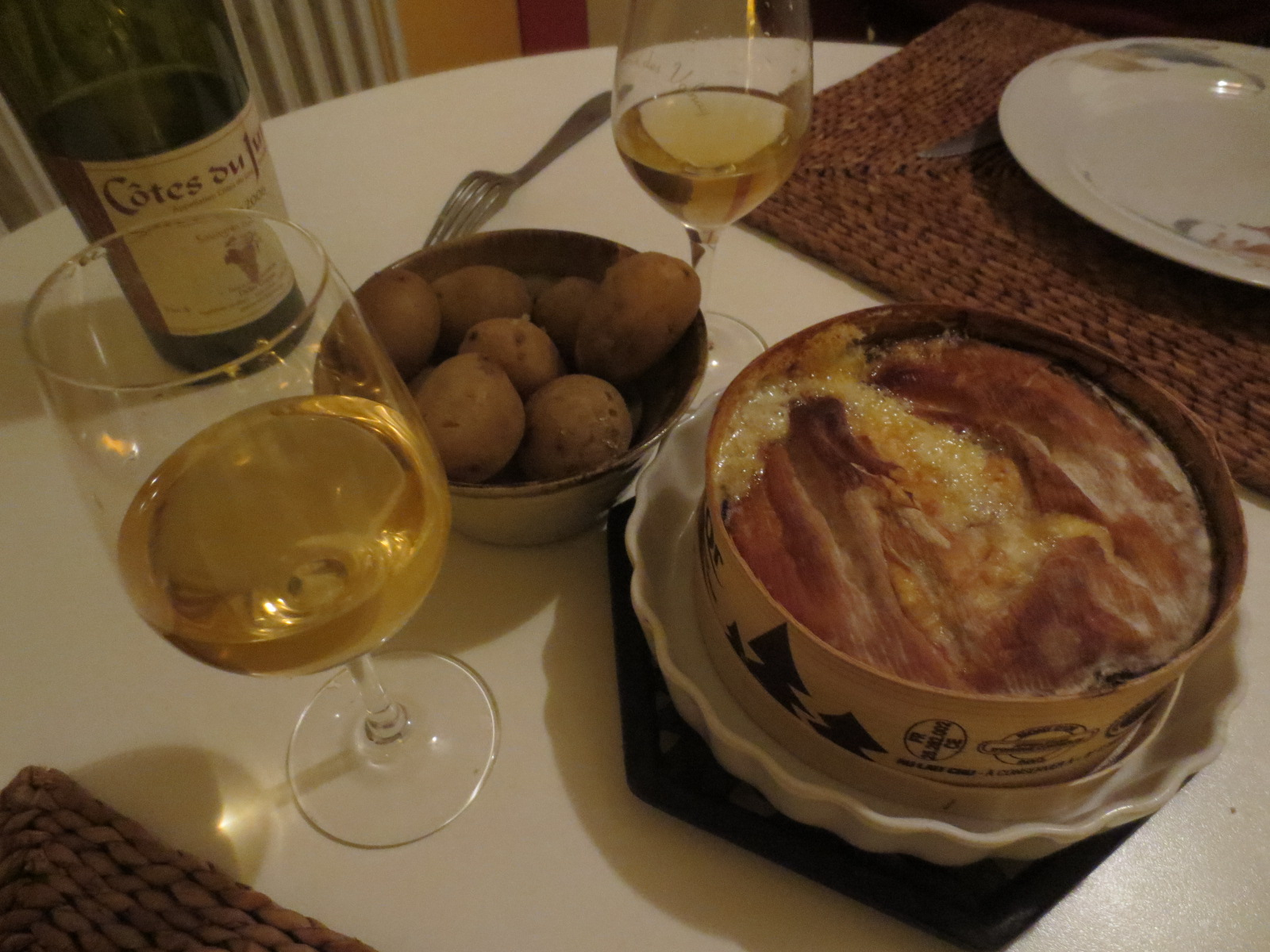
Mont d'Or chaud, avec savagnin du vignoble du Jura
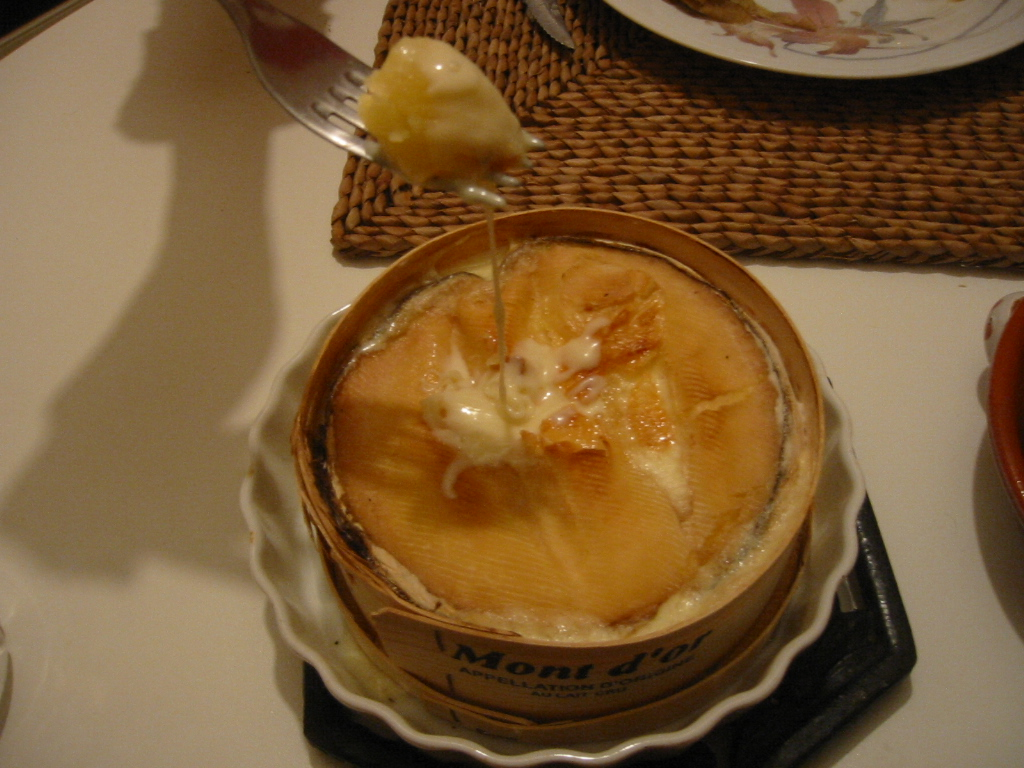
Mont d'Or chaud

## Production

### Mont d'Or ou vacherin du Haut-Doubs (France)
Durant les années 1980, la production de mont d'Or est assez faible, autour de 500 tonnes chaque année. En 1991, la production atteint les 1 000 tonnes puis augmente rapidement pour atteindre les 2 000 tonnes en 1995 et les 3 000 tonnes en 1998. La hausse est continue mais plus modérée par la suite, le seuil des 4 000 tonnes étant atteint en 2006 et celui des 5 000 tonnes en 2013. En 2021, la production de mont d'Or atteignait 5 992 tonnes et représentait ainsi le neuvième fromage AOP de France en volume de production.
| 2009  | 2010  | 2011  | 2012  | 2013  | 2014  | 2015  | 2016  | 2017  | 2018  | 2019  | 2020  | 2021  |
| ----- | ----- | ----- | ----- | ----- | ----- | ----- | ----- | ----- | ----- | ----- | ----- | ----- |
| 4 341 | 4 733 | 4 771 | 4 998 | 5 050 | 4 860 | 5 088 | 5 409 | 5 503 | 5 513 | 5 707 | 5 991 | 5 992 |

Le graphique qui aurait dû être présenté ici ne peut pas être affiché car il utilise l'ancienne extension Graph, désactivée pour des questions de sécurité. Des indications pour créer un nouveau graphique avec la nouvelle extension Chart sont disponibles ici.

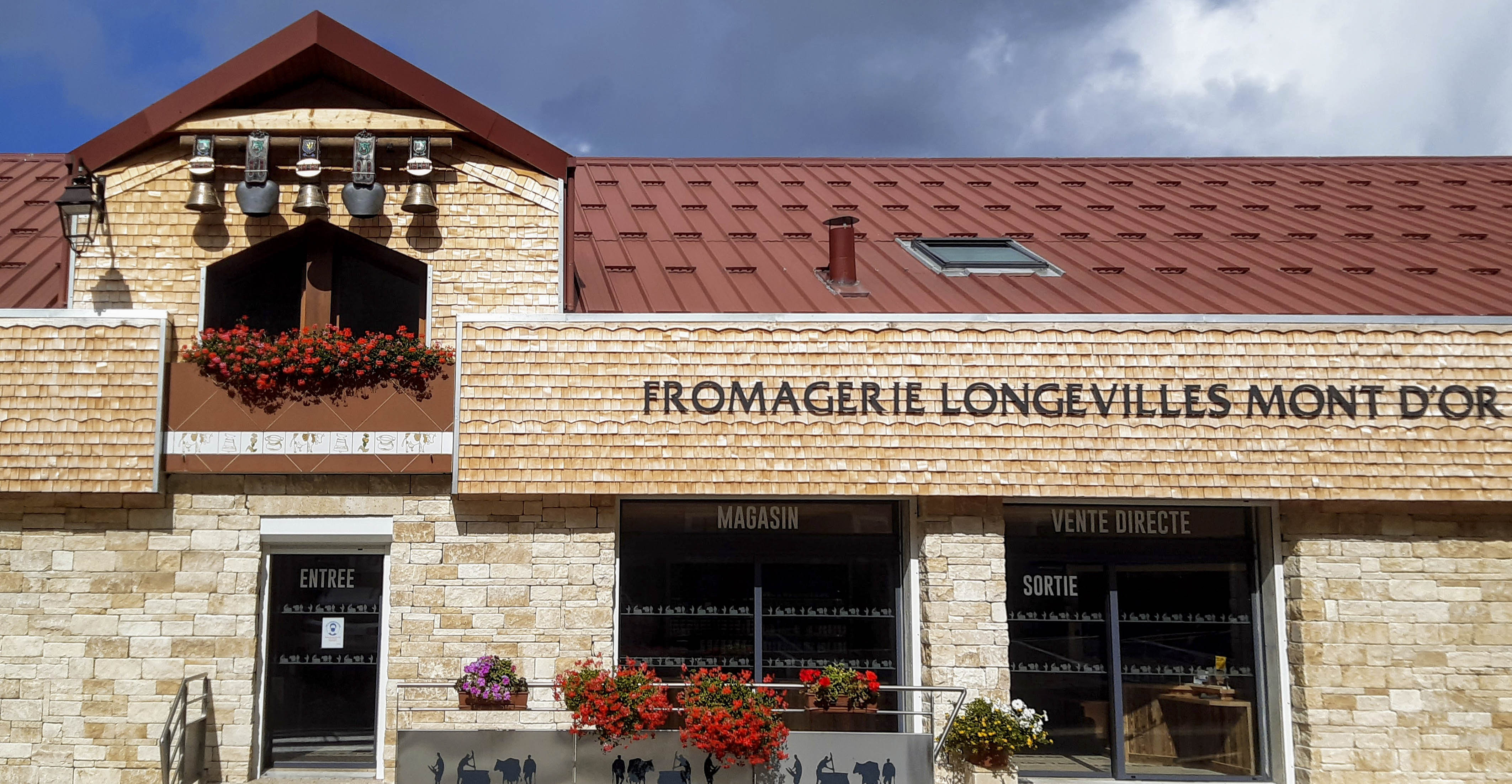
La fromagerie Arnaud à Longevilles-Mont-d'Or.

Dix fromageries produisent du mont d'Or en 2020. Les trois plus importantes sont la coopérative Les Monts de Joux à Bannans, la fromagerie Badoz à Pontarlier et la fromagerie Napiot à Goux-les Usiers. Les sept autres fromageries sont la coopérative fromagère des Jarrons à Ville-du-Pont, la fromagerie Michelin à Saint-Point-Lac, la fromagerie du Mont d’Or Sancey-Richard à Métabief, la coopérative fromagère de Doubs, la fromagerie Arnaud à Longevilles-Mont-d'Or, la fromagerie PFCE Les Fourgs - Fruitière le Toit du Doubs aux Fourgs et la ferme Mamet aux Fins.

### Vacherin Mont-d'Or (Suisse)
Moins massivement produit que son cousin français, le Vacherin Mont-d'Or en Suisse atteint un volume annuel moyen de production de 600 tonnes.
Le Vacherin Mont-d'Or est produit et/ou affiné dans les communes de L'Abbaye (La Cave Du Pont Sàrl), L'Auberson (Société de fromagerie), Ballaigues (Francky et Jean-Pierre Chuard), Baulmes (Fromagerie Conod Sàrl), Le Brassus (Société de fromagerie), Les Charbonnières (Jean-Michel Rochat ; Markus Tschopp), Le Lieu (Danièle Magnenat ; Patrick et Charles Hauser), Romanel-sur-Morges (Serge André) et Saint-George (Christian Mignot).

## Différences entre législations suisses et françaises
Bien que similaires, les deux fromages présentent des différences assez importantes, dues majoritairement à des législations différants selon les pays. La législation française est globalement plus stricte, spécifiant les races de vaches autorisées, l'altitude de la fabrication du fromage... Mais la législation suisse comporte certaines restrictions sur l'affinage n'existant pas en France, comme la provenance de la sangle d'épicéa. De ces nuances résultent deux fromages sensiblement différents dans leur aspect comme dans leur goût, et ainsi une volonté de différentiation chez les consommateurs. Effectivement, on appellera la plupart du temps ce fromage le Mont d'Or en France, sans faire mention du mot Vacherin, tandis qu'en Suisse, il n'est pas rare d'entendre dire seulement Vacherin.
|                                                                            | France                                                                                          | Suisse                                                |
| -------------------------------------------------------------------------- | ----------------------------------------------------------------------------------------------- | ----------------------------------------------------- |
| Nom                                                                        | Mont d'Or ou vacherin du Haut-Doubs                                                             | Vacherin Mont-d’Or ou Vacherin                        |
| Lait                                                                       | cru                                                                                             | thermisé                                              |
| Couleur de la pâte                                                         | blanc à ivoire                                                                                  | jaune ivoire                                          |
| Couleur de la croûte                                                       | jaune à brun clair                                                                              | jaune ambré à rouge brun                              |
| Races de vaches                                                            | montbéliarde et pie rouge de l'est                                                              | non-spécifié                                          |
| Altitude de production du lait, de transformation et d'affinage du fromage | au minimum 700 m                                                                                | non spécifiée                                         |
| Dates de transformation du fromage                                         | du 15 août au 15 mars                                                                           | du 15 août au 31 mars                                 |
| Dates de commercialisation du fromage                                      | du 10 septembre au 10 mai                                                                       | de septembre à avril                                  |
| Durée d'affinage du fromage                                                | au minimum 21 jours (au minimum 12 jours sur planche d’épicéa + 9 jours dans sa boîte d'épicéa) | de 17 à 25 jours sur planche d’épicéa                 |
| Lieu d'extraction et essence d'arbre constituant le cerclage du fromage    | sangle de liber d’épicéa de provenance non-spécifiée                                            | sangle de liber d’épicéa issue de l'aire géographique |
| Poids, boîte comprise                                                      | de 480 g à 3,2 kg                                                                               | 260 g à 3 kg                                          |